# Sara Barattin
Sara Barattin (Treviso, 11 settembre 1986) è una rugbista a 15 italiana, mediano di mischia, capitano della sezione femminile del Villorba dopo avere militato nelle Red Panthers di Treviso ed essere stata fondatrice del Casale femminile; al 2023 vanta il record nazionale di 116 presenze per l'Italia, della quale fu capitano tra il 2016 e il 2018.

## Biografia
Trevigiana, originaria di Casale sul Sile, Barattin crebbe praticando diversi sport (ginnastica, atletica) prima di conoscere il rugby alle scuole medie e successivamente entrare nella sezione femminile del Benetton — le Red Panthers — nel 2005, una volta raggiunta la maggiore età e conseguito la patente di guida per potere recarsi autonomamente agli allenamenti.
Già nel giro internazionale nel 2004 con la convocazione nella Femminile Seven Under-20, debuttò in Nazionale maggiore a XV durante il campionato europeo 2005 contro la Germania e, a seguire, fece parte della formazione che vinse il torneo nel 2006 marcando anche una meta in finale contro i Paesi Bassi.
In cinque stagioni a Treviso si aggiudicò tre scudetti per poi trasferirsi al Casale della cui formazione femminile fu una delle fondatrici e della quale divenne capitano.
Nel 2013 fu capitano anche della selezione nazionale femminile a sette che prese parte al relativo torneo alle Universiadi di Kazan’ in cui l’Italia s’aggiudicò l’argento sconfitta in finale 10-30 dalla Russia.
Nel Sei Nazioni 2014 Barattin si aggiudicò il primo di quattro riconoscimenti consecutivi come miglior mediano di mischia con inserimento nel XV ideale di quell'edizione di torneo.
Alla fine della stagione 2015-16 la femminile del Casale fu integrata nel Villorba e cambiò denominazione; Barattin ne rimase il capitano; in occasione del Sei Nazioni 2016, infine, divenne capitano anche della nazionale maggiore italiana rilevando la carica da Silvia Gaudino, assentatasi per maternità.
Anche con il ritorno di Gaudino rimase capitano e guidò la selezione azzurra alla Coppa del Mondo di rugby femminile 2017 in Irlanda in cui l’Italia giunse al nono posto assoluto.
Alla fine del Sei Nazioni 2018 è terza assoluta per numero di presenze in nazionale (81) dopo Michela Tondinelli (87) e Veronica Schiavon (82), ma prima in attività dopo il ritiro internazionale della citata Schiavon al termine della Coppa del Mondo.
Durante il Sei Nazioni 2019 raggiunse e superò il precedente record di 87 presenze internazionali di Michela Tondinelli, attestandosi a 89 a fine torneo.
Dopo essere giunta a 111 punti in occasione della Coppa del Mondo 2021 in Nuova Zelanda, in cui ha disputato quattro incontri compreso il quarto di finale contro la Francia, il suo record nazionale di presenze è salito a 111; in occasione dell'incontro finale del Sei Nazioni 2023 Barattin ha comunicato il termine della sua attività internazionale, chiusasi a 116 incontri con 15 mete, una trasformazione e un piazzato (80 punti).
Laureata in scienze motorie a Padova, lavora come istruttrice ginnica.

## Palmarès
- Campionati italiani: 6
Red Panthers: 2005-06, 2007-08, 2008-09
Villorba: 2018-19, 2023-24, 2024-25